# Giro di Romandia 1972
Il Giro di Romandia 1972, ventiseiesima edizione della corsa, si svolse dal 10 al 14 maggio su un percorso di 667 km ripartiti in 4 tappe (la terza suddivisa in due semitappe) e un cronoprologo, con partenza a Ginevra e arrivo a Neuchâtel. Fu vinto dal francese Bernard Thévenet della Peugeot-BP-Michelin davanti al belga Lucien Van Impe e all'altro francese Raymond Delisle.

## Tappe
| Tappa  | Data      | Percorso                                  | km  | Vincitore di tappa  | Leader cl. generale |
| ------ | --------- | ----------------------------------------- | --- | ------------------- | ------------------- |
| Prol.  | 10 maggio | Ginevra > Ginevra (cron. a squadre)       | 4   | Peugeot-BP-Michelin | Bernard Thévenet    |
| 1ª     | 11 maggio | Ginevra > Grimentz                        | 190 | Emanuele Bergamo    | Emanuele Bergamo    |
| 2ª     | 12 maggio | Sierre > Moléson                          | 164 | Raymond Delisle     | Pierre Martellozzo  |
| 3ª-1ª  | 13 maggio | Bulle > Neuchâtel                         | 70  | Giancarlo Polidori  | Pierre Martellozzo  |
| 3ª-2ª  | 13 maggio | Neuchâtel > Neuchâtel (cron. individuale) | 32  | Bernard Thévenet    | Bernard Thévenet    |
| 4ª     | 14 maggio | Neuchâtel > Neuchâtel                     | 206 | Giorgio Favaro      | Bernard Thévenet    |
| Totale | Totale    | Totale                                    | 667 |                     |                     |

## Dettagli delle tappe

### Prologo
- 10 maggio: Ginevra > Ginevra (cron. a squadre) – 4 km

| Pos. | Squadra             | Tempo |
| ---- | ------------------- | ----- |
| 1    | Peugeot-BP-Michelin |       |
| 2    | Salvarani           |       |
| 3    | Ferretti            |       |

| Pos. | Corridore        | Squadra | Tempo |
| ---- | ---------------- | ------- | ----- |
| 1    | Bernard Thévenet | Peugeot |       |

### 1ª tappa
- 11 maggio: Ginevra > Grimentz – 190 km

| Pos. | Corridore          | Squadra  | Tempo    |
| ---- | ------------------ | -------- | -------- |
| 1    | Emanuele Bergamo   | Filotex  | 5h02'50" |
| 2    | Pierre Martellozzo | Peugeot  | a 4"     |
| 3    | Giorgio Favaro     | Ferretti | a 13"    |

| Pos. | Corridore        | Squadra | Tempo |
| ---- | ---------------- | ------- | ----- |
| 1    | Emanuele Bergamo | Filotex |       |

### 2ª tappa
- 12 maggio: Sierre > Moléson – 164 km

| Pos. | Corridore        | Squadra    | Tempo    |
| ---- | ---------------- | ---------- | -------- |
| 1    | Raymond Delisle  | Peugeot    | 5h06'27" |
| 2    | Mariano Martínez | Van Cauter | a 9"     |
| 3    | Lucien Van Impe  | Sonolor    | a 37"    |

| Pos. | Corridore          | Squadra | Tempo |
| ---- | ------------------ | ------- | ----- |
| 1    | Pierre Martellozzo | Peugeot |       |

### 3ª tappa - 1ª semitappa
- 13 maggio: Bulle > Neuchâtel – 70 km

| Pos. | Corridore          | Squadra   | Tempo    |
| ---- | ------------------ | --------- | -------- |
| 1    | Giancarlo Polidori | Scic      | 1h38'28" |
| 2    | Guido Reybrouck    | Salvarani | s.t.     |
| 3    | Franco Bitossi     | Filotex   | s.t.     |

| Pos. | Corridore          | Squadra | Tempo |
| ---- | ------------------ | ------- | ----- |
| 1    | Pierre Martellozzo | Peugeot |       |

### 3ª tappa - 2ª semitappa
- 13 maggio: Neuchâtel > Neuchâtel (cron. individuale) – 32 km

| Pos. | Corridore        | Squadra | Tempo   |
| ---- | ---------------- | ------- | ------- |
| 1    | Bernard Thévenet | Peugeot | 54'17"  |
| 2    | Lucien Van Impe  | Sonolor | s.t.    |
| 3    | Raymond Delisle  | Peugeot | a 1'11" |

| Pos. | Corridore        | Squadra | Tempo |
| ---- | ---------------- | ------- | ----- |
| 1    | Bernard Thévenet | Peugeot |       |

### 4ª tappa
- 14 maggio: Neuchâtel > Neuchâtel – 206 km

| Pos. | Corridore      | Squadra    | Tempo    |
| ---- | -------------- | ---------- | -------- |
| 1    | Giorgio Favaro | Ferretti   | 6h00'51" |
| 2    | Erwin Thalmann | Filotex    | s.t.     |
| 3    | Joël Millard   | Van Cauter | a 34"    |

| Pos. | Corridore        | Squadra | Tempo     |
| ---- | ---------------- | ------- | --------- |
| 1    | Bernard Thévenet | Peugeot | 18h53'34" |
| 2    | Lucien Van Impe  | Sonolor | a 22"     |
| 3    | Raymond Delisle  | Peugeot | a 41"     |

## Classifiche finali

### Classifica generale
| Pos. | Corridore          | Squadra                          | Tempo     |
| ---- | ------------------ | -------------------------------- | --------- |
| 1    | Bernard Thévenet   | Peugeot-BP-Michelin              | 18h53'34" |
| 2    | Lucien Van Impe    | Sonolor-Lejeune                  | a 22"     |
| 3    | Raymond Delisle    | Peugeot-BP-Michelin              | a 41"     |
| 4    | Mariano Martínez   | Van Cauter-Magniflex-de Gribaldy | a 49"     |
| 5    | Roger Pingeon      | Peugeot-BP-Michelin              | a 2'01"   |
| 6    | Gösta Pettersson   | Ferretti                         | a 2'04"   |
| 7    | Franco Bitossi     | Filotex                          | a 2'27"   |
| 8    | Gianni Motta       | Ferretti                         | a 2'41"   |
| 9    | Pierre Martellozzo | Peugeot-BP-Michelin              | a 2'58"   |
| 10   | Willy Van Neste    | Beaulieu-Flandria                | a 3'14"   |